# El Raso
El Raso es una localidad de España perteneciente al municipio de Candeleda, en la provincia de Ávila, comunidad autónoma de Castilla y León. 

## Toponimia
El término procede del latín rasus: "claro, lugar desprovisto de vegetación".

## Historia
El origen de la ocupación humana en la zona se remonta a hace 3.000 años A.C. quedando constancia en las pinturas rupestres de Peña Escrita (descubiertas por Rufino Galán en 1986) localizadas en una pared rocosa orientada al valle, al borde del camino que lleva hasta El Jornillo. Dichas pinturas nos muestran el arte del Neolítico de manos de los primeros pobladores de estas tierras. La existencia de población humana en esta zona queda demostrada por los numerosos restos de materiales (pinturas, armas, utensilios, cerámica, construcciones) de la Edad de Bronce y la Edad del Hierro que se han encontrado en los alrededores del entorno de lo que posteriormente, dos siglos antes de Cristo, sería el Castro Vetón de El Raso. Esta zona estuvo poblada por los Vetones durante la Segunda Edad del Hierro y así nos lo muestran los restos encontrados en las excavaciones del Castro del Raso, que se extienden por una superficie de 20 hectáreas. Dicho Castro, compuesto por un núcleo de unos 300 edificios y una muralla que las protegía, albergaba a alrededor de 2500 vetones (pueblo de origen celta que penetró en la península alrededor de los siglos VIII-VII A.C.) El Castro Vetón de El Raso es de los yacimientos arqueológicos más completos de la protohistoria de la meseta castellana y data de los siglos V al I A.C.
Los vetones vivieron en esta ubicación hasta la llegada de los romanos, que arrasaron con el poblado en su empeño en la conquista de la península ibérica lo que supuso para los vetones el abandono del poblado fortificado y el descenso al valle donde se vieron obligados a asimilar los usos, costumbres y cultura del Imperio Romano comenzando la época de la romanización. En la confluencia de la garganta Alardos con el río Tiétar se han localizado diversas aras al dios Vaelico que los indígenas dejaron escritas con nombres, filiaciones o gentilicios, todo ya en latín, lo que muestra que eran ya gentes romanizadas, que habían olvidado su lengua y hablaban, escribían y rezaban en latín.
Tras la caída del Imperio Romano, los visigodos se establecieron en la zona del valle del Tiétar, de ello da muestras la ermita de Postoloboso que presenta elementos y estilo de construcción visigoda post romana.
Poca o ninguna referencia tenemos de la época musulmana, a pesar de la relativa cercanía a la ciudad musulmana de Talabira (Talavera de la Reina). Toda la zona del valle del Tiétar se encontraba dentro de la Marca Media de al-Ándalus, formando la Sierra de Gredos una frontera natural que se mantuvo durante cierto tiempo entre los reinos cristianos y musulmanes. 
Ya situados en el siglo XII, la Reconquista Cristiana nos trae la documentación la población de Candeleda en archivos. A partir del siglo XIII la zona del valle del Tiétar, ya integrada en la Corona de Castilla, comenzó a repoblarse gracias a la gran variedad en la producción agrícola. La segregación de Candeleda del alfoz abulense se produjo en 1393, mediante el permiso del monarca Enrique III de Castilla que entregó el señorío al noble Ruy López Dávalos, obteniendo de esta forma Candeleda su carta de villa con jurisdicción propia.

## Historia contemporánea y nacimiento de El Raso
A principios del siglo XX la zona comprendida entre las gargantas de Chilla y Alardos contaba con una importante población diseminada por las laderas del monte. Muchas eran familias autóctonas, pero también fueron muchas las familias de provenientes de poblaciones de la falda sur de la Sierra de Gredos, al este de Candeleda, que se vieron obligados a emigrar debido a que la plantación de extensos pinares en su lugares de origen hacía imposible continuar con las actividades  que hasta entonces venían realizando. La mayoría de estas familias vivían con lo que obtenían de sus pequeños terrenos parcelados (cultivos de frutales, cereales…) o bien de la explotación del ganado caprino (cabreros diseminados por la sierra).

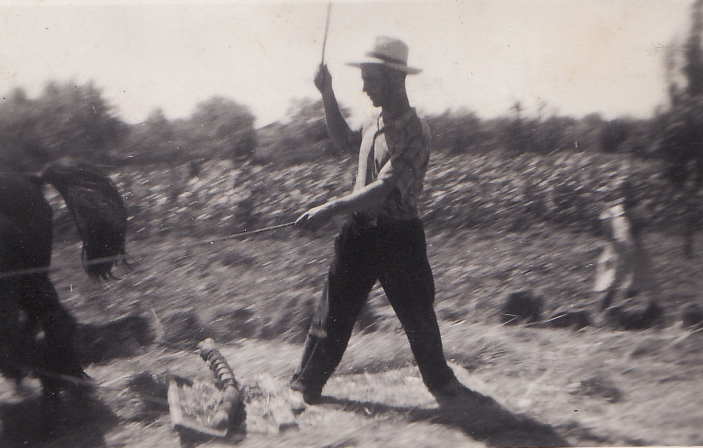
Trillando a mediados del siglo XX

La pobreza dominaba por la zona y las familias vivían en casas humildes, cuando no en sequeros o chozas de cabreros sin las mínimas condiciones de habitabilidad tal y como las entendemos en la actualidad. Los parajes estaban cruzados por una red de trochas y caminos totalmente deficientes y que eran transitables solamente a pie o con caballerías (normalmente burros o mulos que, además del transporte, servían para labrar la tierra). Todo ello dificultaba las comunicaciones y, por ende, las capacidades económicas (la salida de los productos frutales, ganaderos… se veía mermada y se frenaba el progreso económico y el desarrollo). En un escrito fechado en 1927 el concejal Ciriaco Vaquero habla de las miserias que padecen los habitantes de estos parajes, poniendo como ejemplo que cuando alguna persona muere tienen que “cogerla en caballería y llevarla a Candeleda para enterrar como si fuera un fardo”.
En la década de los años 20 Candeleda, que en esos años ya rondaba los 5000 habitantes, también estaba aislada y no contaba con las vías necesarias para su comunicación con otras localidades. Así, entre Candeleda y Madrigal de la Vera solo había un ancho camino sin asfaltar, y se empieza a ver la necesidad de construcción de una carretera para acabar con el aislamiento de la zona. Llegados a 1929, se da la crisis económica más grande jamás conocida a nivel mundial, esto supone que muchos inmigrantes que habían salido de España buscando un futuro para sus familias, se ven obligados a regresar. Una situación insostenible. El paro aumenta hasta niveles nunca vistos. El Gobierno de la Segunda República Española ve una forma de paliar el paro en la ejecución de obras públicas tan necesarias. Francisco Largo Caballero promueve la “Ley de términos” que viene a decir que “mientras haya obreros en paro del pueblo, tienen preferencia y no pueden venir forasteros a trabajar, lo que ocurrirá solo cuando estén todos los del pueblo empleados”. La nueva carretera Candeleda – Madrigal de la Vera comienza a romper el aislamiento, pero sigue sin llegar a los parajes de El Raso, las Cañadas, la Vejiga, la Mesa, los Verdugales, la Rinconadilla, el Charcazo, Vega Lobosa, las Planas… consecuencia, los habitantes de la zona empiezan a reivindicar una carretera que conecte estos lugares con la nueva carretera. El régimen republicano provocó un cambio fundamental en la política educativa porque consideraban que España no sería una auténtica democracia mientas la mayoría de sus habitantes seguían condenados a la ignorancia e incultura por falta de escuelas. Los raseños ya eran conscientes de ese problema y habían construido, por su cuenta, un pequeño edificio unto al arroyo de la Vejiga con capacidad para unos 20 alumnos, donde Quiterio Blázquez enseñaba lo que buenamente sabía y podía a los niños de la zona recibiendo a cambio un pago por sus padres (algunos de los cuales también asistían a clases nocturnas tras terminar sus jornadas). En 1932 se crean en la comarca diversas sociedades reivindicativas, entre las que surge la "Defensa de El Raso" que reivindica una nueva escuela con más capacidad y medios; pero el Ayuntamiento de Candeleda no tiene terrenos donde construirla. Uno de los miembros de la Defensa de El Raso, Agustín Chozas, hace la propuesta de ceder los terrenos para la construcción de la escuela con la condición de que se le autorice a hacer solares en el resto de la finca (de su propiedad) para poderlos vender. El Ayuntamiento de Candeleda tramita la propuesta y en el año 1933 el Gobierno autoriza la construcción de las escuelas, "una para niños y otra para niñas". 
De este modo podemos decir que el núcleo urbano de la población de El Raso nació en 1934, año en que se pone la primera piedra de las escuelas. Alrededor de la nueva escuela fueron surgiendo nuevas edificaciones construidas por los propios lugareños que, paulatinamente, se van agrupando en torno a la citada escuela y a la iglesia, construida por las manos, el esfuerzo y la contribución económica de los propios habitantes. Con el paso de tiempo este núcleo poblacional va creciendo y se va conformado el actual núcleo urbano, es decir, El Raso tal y como ahora lo conocemos, conformando una población pedanía de Candeleda.

## Demografía
| Gráfica de evolución demográfica de El Raso entre 2000 y 2023                 |
|                                                                               |
| Población (2000-2018) según el nomenclátor de unidades poblacionales del INE. |